# Зигбург
Зигбург (на немски: Siegburg) е град в Германия.

## География
Намира се в провинция Северен Рейн-Вестфалия. Има население 	39 438 към 30 юни 2007 г.

## История
Градът достига своя разцвет през 15 и 16 век.

## Личности, родени в Зигбург
- Волфганг Оверат (р. 1943), германски футболист и функционер